# 구글 원
구글 원(Google One)은 구글이 개발하는 구독 서비스의 하나이다. 소비자 시장을 대상으로 확장된 클라우드 스토리지를 제공한다. 구글 원 플랜은 100기가바이트를 기점으로 최대 30테라바이트까지 클라우드 스토리지를 제공하며 구글 드라이브, Gmail, 구글 포토와 공유된다.
2018년 5월에 출시된 구글 드라이브의 유료 서비스를 대체한 구글 원은 이 프로그램이 여러 구글 서비스에서 사용된다는 점을 강조했다. 이 프로그램의 원시 저장 공간은 사용자가 접근할 수 없지만, 이메일, 파일 및 사진은 Gmail, 구글 드라이브, 구글 포토를 통해 추가하고 제거할 수 있다. 다양한 요금제에는 다른 혜택이 포함된다. 이 서비스는 2024년 2월 기준 기준으로 1억 명 이상의 가입자를 보유하고 있다.

## 역사
구글 원은 2018년 5월에 출시되었다. 구글 드라이브의 1TB 요금제는 2TB로 업그레이드되었으며, 2TB 요금제는 구글 드라이브의 1TB 요금제와 동일한 가격(9.99 미국 달러)이었다. 모든 구글 원 요금제에서 24시간 연중무휴 지원이 가능했다. 2018년 5월부터 8월까지 구글은 미국 내 구글 드라이브 사용자를 구글 원으로 업그레이드하기 시작했다. 미국 내 모든 구글 사용자는 구글 원에 무료로 접근할 수 있었지만, 회원 혜택이나 업그레이드된 저장 공간은 제공되지 않았다.
2020년 10월 29일, 구글은 2TB 이상 요금제 사용자에게 VPN 서비스를 추가했으며, 이 서비스는 2024년 6월 20일부로 중단되었다.
2023년 1월, 구글 원 앱은 안드로이드에서 10억 다운로드를 돌파했다. 2023년 2월, 픽셀 6 및 7 소유자에게만 제공되던 구글 포토의 매직 지우개 편집 기능이 모든 구글 원 사용자에게 제공되었다. 2023년 3월, 구글은 VPN 서비스 접근을 모든 요금제로 확장하고 대부분의 사용자에게 다크 웹 모니터링 기능을 추가했다. 2024년 2월 8일, 구글은 제미나이 어드밴스드 및 Gmail, Docs, Slides, Sheets, Meet의 제미나이에 접근할 수 있는 AI 프리미엄 요금제를 도입했다. 이는 다음 해인 2025년 구글 I/O 기조연설에서 발표된 구글 AI 울트라와 구글 AI 프로 두 가지 요금제로 대체되었다.

## 기능
모든 구글 계정은 구글 드라이브, Gmail 및 구글 포토에 15GB의 저장 공간을 제공한다. 구글 원은 요금제에 따라 저장 용량을 100GB 이상으로 늘리고, 구글 포토 편집과 같은 추가 기능을 제공하며, 최대 5명과 공유할 수 있다. 비구독자는 구글 원을 사용하여 안드로이드 또는 iOS 기기의 데이터를 백업하고, 저장 공간 관리자로 구글 계정의 공간을 정리할 수 있다.
유료 요금제는 다음을 제공한다.
- 요금제에 따라 더 많은 저장 공간.
- 구글 서비스에 대한 "구글 전문가"의 지원: 미국에서는 채팅, 이메일, 전화로 24시간 연중무휴 지원. 다른 지역에서는 지원 옵션이 다름.[2]
- 구글 원 앱을 통한 안드로이드 기기의 자동 전화 백업.
- 사용자의 개인 정보를 위해 다크 웹을 스캔하는 다크 웹 모니터링.[11]
- 매직 지우개(이미지의 일부를 지우고 AI를 사용하여 지워진 부분을 배경과 같이 채움)[15], 인물 조명, 흐림, 색상 강조와 같은 향상된 편집 기능을 구글 포토에서 사용할 수 있다.[10][16][17]
- 최대 5명의 추가 가족 구성원이 구글 원 구독을 공유할 수 있는 기능.[4]
- 200GB 및 2TB 요금제 사용자를 위한 구글 스토어 구매 시 최대 10% 캐시백.
- 구글 플레이 크레딧 및 기타 구글 서비스 혜택.
- 2TB AI 프리미엄 요금제에서만 사용 가능한 제미나이 어드밴스드.[12]
- 구글 원 구독자의 계정은 수정된 아바타 아이콘을 표시한다.

## 저장 공간
구글 원에서 관리하는 저장 공간은 Gmail, 구글 드라이브 및 구글 포토에서 사용된다. 가격은 지역에 따라 다르다. 저장 공간 구매는 구독 기간 종료 시 자동으로 갱신된다. 사용자는 언제든지 저장 공간 요금제를 업그레이드할 수 있다.
저장 공간은 최대 5명의 추가 가족 구성원과 공유할 수 있으며, 각 개인은 기본 15GB를 받는다. 파일은 공유 저장 공간에 포함되기 전에 무료 기본 저장 공간에 포함된다. 많은 항목은 추가 공간을 차지하지 않는다. 공유 파일이나 "나와 공유됨"에 있는 파일은 소유자의 할당량만 사용한다. 구글 픽셀 폰은 픽셀 5까지 할당량에 포함되지 않는 무제한의 동영상과 사진을 백업할 수 있다.
2015년에 구글 포토가 발표될 때 무료 무제한 사진 저장 공간이 약속되었다. 2021년 6월 1일부터 구글은 구글 포토의 "고품질"(이후 "저장 공간 절약") 및 "고속 품질" 설정과 구글 드라이브에 저장된 구글 독스 편집기 파일 형식(구글 사이트 제외)에서 무제한 저장 공간을 제거했다. 사용자는 저장 공간 할당량을 가지지만, 6월 1일 이전에 업로드된 사진, 동영상 및 독스 편집기 파일은 영향을 받지 않았다.